# Buizenradio

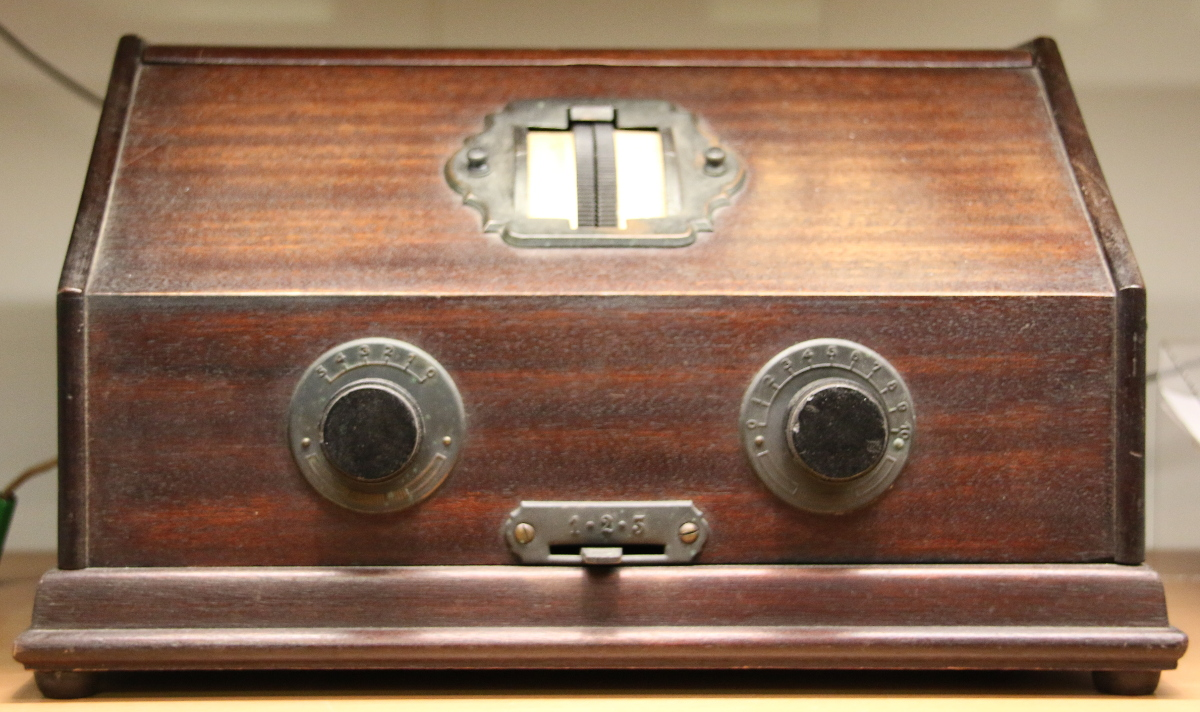
Telefunken-radio uit 1928

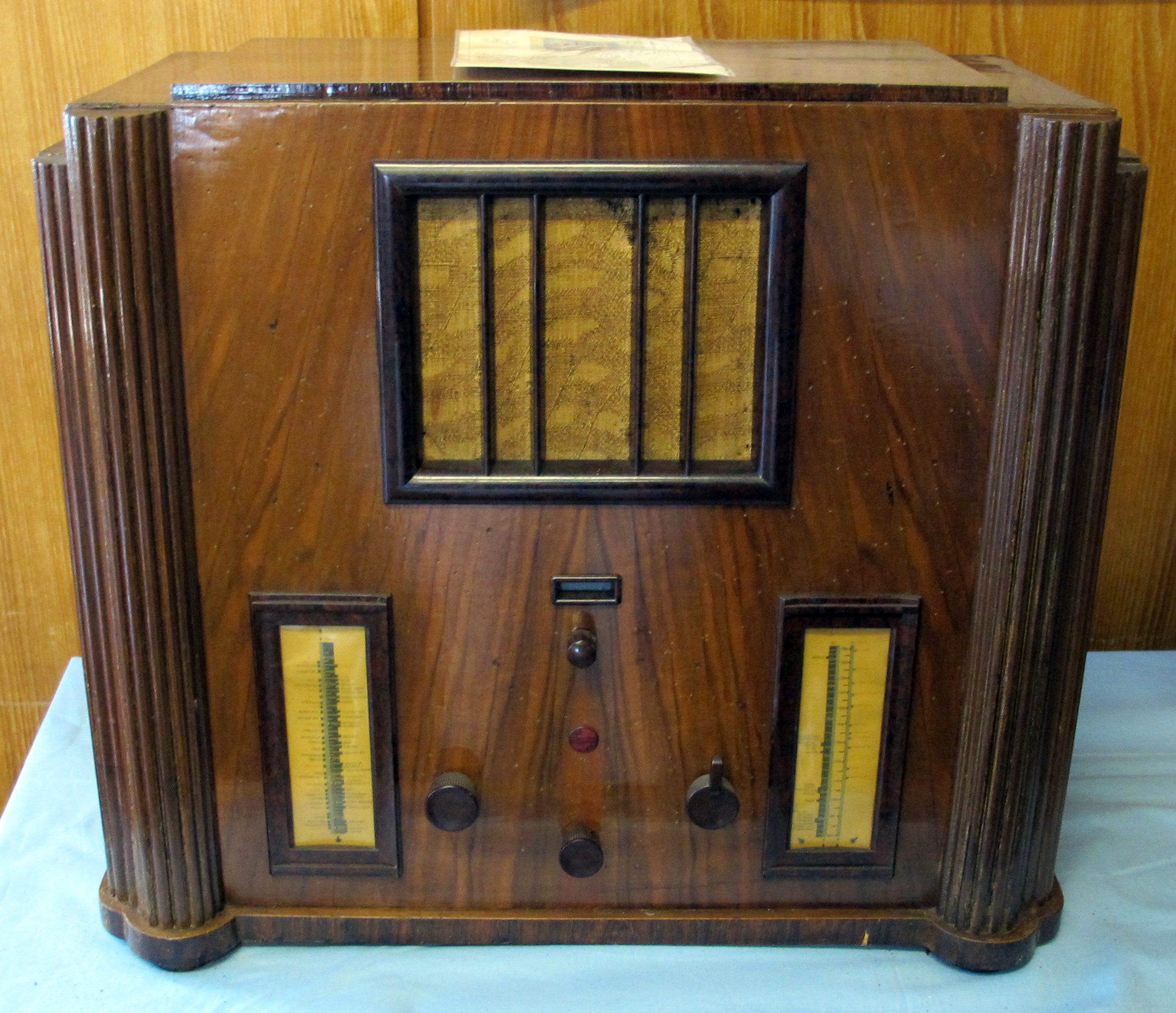
Philips-radio uit 1936

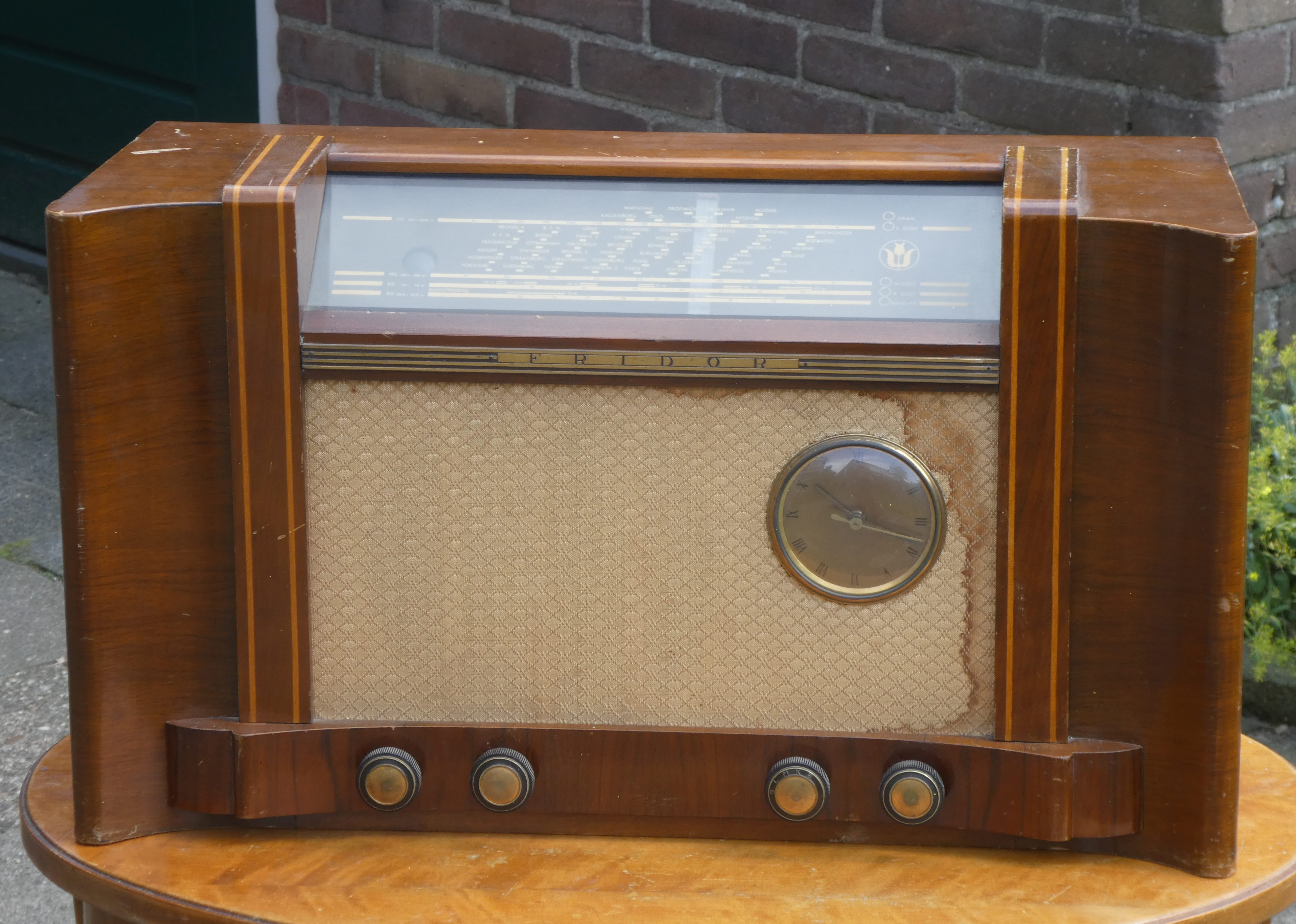
Fridor-Waldorp-radio uit 1950

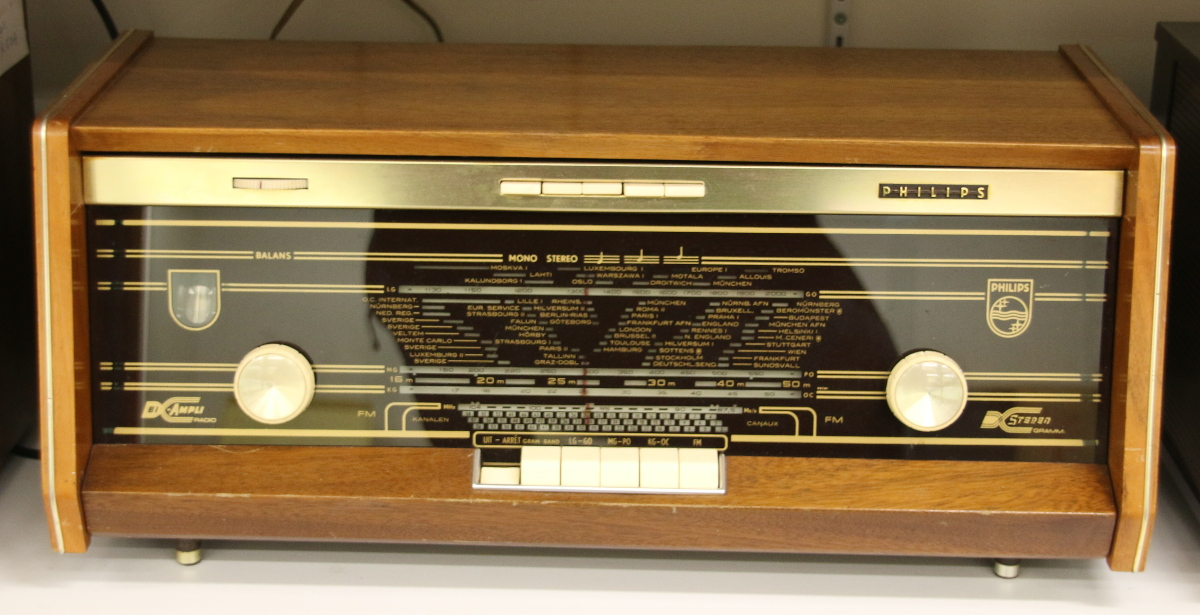
Philips-radio uit 1962

Een buizenradio is een radio met elektronenbuizen (radiobuizen) als actieve versterkende componenten.

## Geschiedenis
De eerste buizenradio's verschenen in de jaren twintig en vervingen de kristalontvanger waarbij alleen hoofdtelefoonontvangst mogelijk was. De belangrijkste Nederlandse producent was Philips die zijn eerste radio uitbracht in 1927. De eerste ontvangers hadden een of twee buizen, dit waren rechtuit- of superregeneratieve ontvangers. Radio's uit de begintijd waren geschikt voor de ontvangst van lange- midden- en korte golf. De namen en frequenties van de zendstations konden werden afgelezen op het glas van de afstemschaal.
Tot eind jaren dertig werd het signaal van Hilversum 1 doorgegeven via de lange golf. De zender stond in Huizen. In 1941 werd een nieuwe middengolfzender in gebruik genomen in Lopik. Op veel afstemschermen van buizenradio's staat Jaarsveld, waar de zender stond van Hilversum 2. In 1948 verhuisde deze zender naar de middengolfzender Lopik Omstreeks 1940 kwam de superheterodyne met vier buizen. Met de komst van de FM-radio in de jaren veertig werden dat er vijf. Hierbij was een High fidelity geluidskwaliteit met een frequentieweergave van 30Hz tot 15 kHz mogelijk. 
In 1945 waren er ongeveer 300.000 toestellen in Nederland. in 1949 was dat aantal opgelopen tot 1.337.000. Met de komst van de stereo-ontvangers werd het aantal benodigde buizen nog hoger door de vereiste decoder en de dubbele eindtrap, maar er zijn weinig van deze toestellen gebouwd in verband met de opkomst van de transistorradio. Want in tegenstelling tot de transistorradio heeft de  buizenradio enige nadelen: Omdat de buizen pas werken na een opwarmfase heeft het toestel een aantal seconden nodig voordat er iets te horen is. Het toestel is meestal groot en zwaar en heeft een relatief groot stroomverbruik. De grootte van de behuizing heeft echter wel een positief effect op het geluid. 
Buizenradio's werden geproduceerd tot eind jaren zestig.

## Producenten van buizenradio's in Nederland
- Philips
- Erres
- Fridor-Waldorp
- Nederlandsche Seintoestellen Fabriek

## Duitse merken
- Telefunken
- Braun
- Graetz
- Siemens
- Weimar
- Emud
- Saalburg
- Grundig
- Tonfunk
- Loewe AG (Loewe Opta)
- Bruns
- Blaupunkt
- Kaiser
- AEG
- Mende (Nordmende)
- Lorenz (Schaub-Lorenz}
- WEGA